# عمر ریچاردز
عمر تایرل کراوفورد ریچاردز (انگلیسی: Omar Tyrell Crawford Richards؛ زادهٔ ۱۵ فوریهٔ ۱۹۹۸) بازیکن فوتبال اهل انگلستان است که برای باشگاه ناتینگهام فارست بازی می‌کند.